# DRC

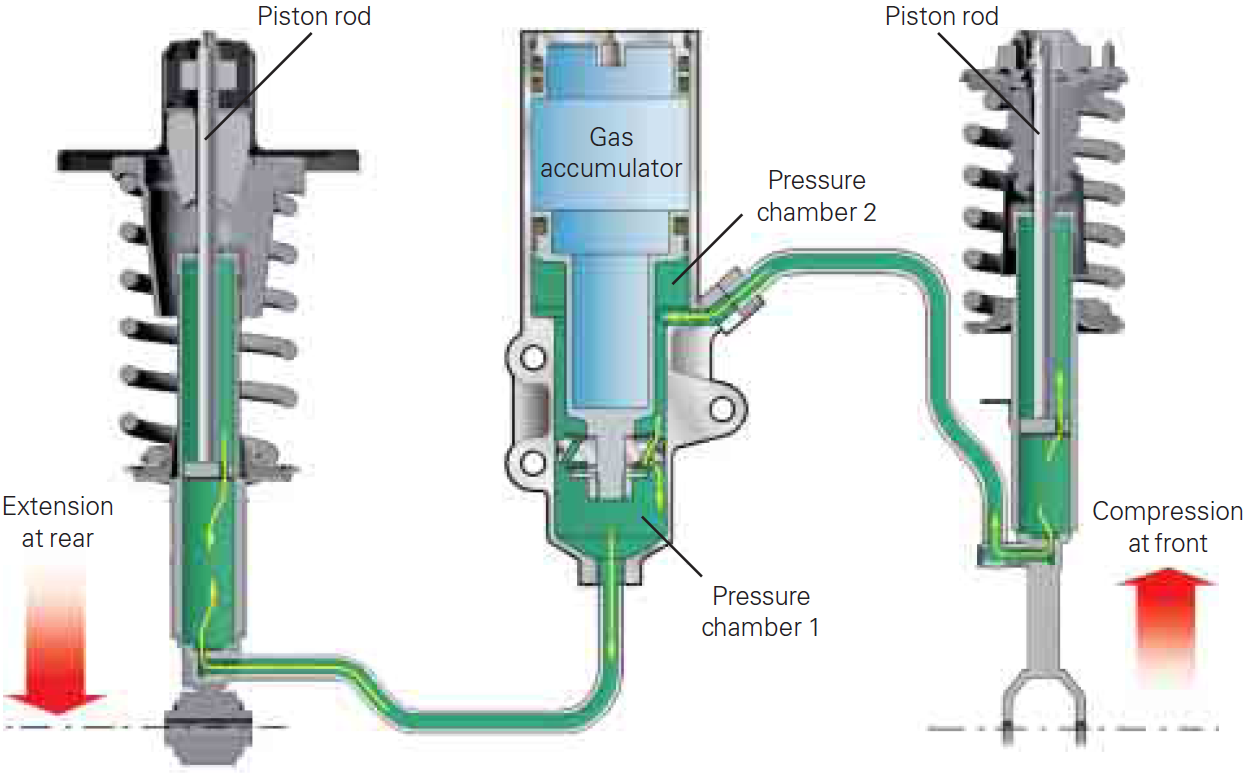

DRC (ang. Dynamic Ride Control, Aktywny system kontroli jazdy) – system tłumiący, redukujący i przeciwdziałający nadmiernym ruchom pojazdu wokół osi podłużnej i osi poprzecznej. Układ ten reguluje ciśnienie, kierunek i ilość oleju, który przepływa do każdego z amortyzatorów. Pierwszym samochodem, który wykorzystał tę nowatorską technologię podwozia było Audi RS6 C5.

## Zasada działania
System ten opiera się na regulacji objętości i ciśnienia oleju w układzie zawieszenia. Poza konwencjonalnym układem czterech amortyzatorów, w systemie znajduje się dodatkowo układ złożony z:
- Kondensatora pneumatycznego
- Dwóch komór ciśnieniowych
- Dwóch cylindrów
- Zaworu głównego

### Tryb sportowy
W przypadku hamowania samochodu jego przód się obniża, czyli „nurkuje”, zaś jego tył podnosi się. System DRC regulując pracę amortyzatorów „nie pozwala” im się nadmiernie podnieść z tyłu ani obniżyć z przodu. Zasada działania jest dokładnie taka sama w przypadku przechyłów poprzecznych.

#### Tryb komfortowy
W przypadku gdy w tym samym czasie oba równolegle bądź poprzeczne względem siebie amortyzatory zaczną wytwarzać ciśnienie, układ zaworów pozwoli na miękką i bezinwazyjną pracę amortyzatorów, poprzez otwarcie odpowiednich zaworów i rozprowadzenie ciśnienia.